# Blanche Neige
Blanche Neige è un balletto di danza contemporanea realizzato dal coreografo francese Angelin Preljocaj, nel 2008, per ventisei ballerini su musiche di Gustav Mahler.

## Descrizione
Il balletto Blanche Neige è ispirato alla favola Biancaneve dei Fratelli Grimm nella quale il coreografo ha integrato l'interpretazione edipica di Bruno Bettelheim. Preljocaj presenta con "Biancaneve" una versione strettamente narrativa del racconto, incentrata sulle fasi principali della vita della principessa. La musica riprende alcuni pezzi da diverse sinfonie di Gustav Mahler, e più in particolare dalla  Prima sinfonia e dal famoso "adagietto" della Quinta sinfonia. Per questo balletto, Preljocaj ha chiesto allo stilista Jean-Paul Gaultier di disegnare i costumi.

## Critica
Quando venne data la prima a Lione, Blanche Neige ricevette delle buone critiche, che misero in evidenza un parallelo con Romeo e Giulietta in funzione della musica romantica, uno dei balletti più importanti del coreografo, che lo ha introdotto sulla scena internazionale.
Blanche Neige ha ricevuto il premio di miglior spettacolo di danza, il Globe de Cristal 2009.

## Video
Angelin Preljocaj ha realizzato una versione filmata di Blanche Neige, su richiesta di Arte France, con la collaborazione del produttore Charles Gilibert. Per motivi televisivi, la versione video è stata ridotta di circa 30 minuti rispetto alla rappresentazione teatrale. Il film di 90 minuti è stato diffuso da Arte il 25 dicembre 2009 e nuovamente il 1º gennaio 2010. Il DVD è stato messo in vendita, il 21 gennaio 2010, dalle edizioni MK2 Docs, con l'aggiunta di altri bonus.